# Гуссола
Гуссола, Ґуссола (італ. Gussola) — муніципалітет в Італії, у регіоні Ломбардія,  провінція Кремона.
Гуссола розташована на відстані близько 390 км на північний захід від Рима, 105 км на південний схід від Мілана, 28 км на південний схід від Кремони.
Населення — 2796 осіб (2014).

## Демографія
Населення за роками:

Станом на 1 січня 2023 року в муніципалітеті офіційно проживало 315 іноземців з 18 країн, серед них 16 громадян країн Євросоюзу та 3 громадяни України.

## Сусідні муніципалітети
- Колорно
- Мартіньяна-ді-По
- Сан-Джованні-ін-Кроче
- Скандолара-Равара
- Сісса-Треказалі
- Солароло-Райнеріо
- Торричелла-дель-Піццо